# Šmarješke Toplice
Šmarješke Toplice è un comune della Slovenia meridionale.
Il comune è stato ricreato nel marzo 2006 staccandone il territorio dal comune di Novo Mesto. La località, come suggerisce il toponimo Toplice, è un centro termale.

## Storia
In epoca asburgica l'attuale territorio comunale era suddiviso tra i comuni catastali di Zbure (ted. Swur), Gorenja Vas (ted. Oberdorf), Bela Cerkev (ted. Weißkirchen), Družinska Vas (ted. Gesindeldorf), Žalovice (ted. Schalowitz).
In seguito Zbure e Gorenja Vas diverranno parte del comune di Šmarjeta (ted. Sankt Margarethen), Družinska Vas verrà aggregato a Bela Cerkev, mentre Žalovice verrà incorporato nel comune di Sveti Peter (ted. Sankt Peter).
Dal 1941 al 1943, durante l'occupazione italiana, ha fatto parte della Provincia di Lubiana.

## Località
Il comune è diviso in 24 insediamenti (naselja):
- Bela Cerkev
- Brezovica
- Čelevec
- Dol pri Šmarjeti
- Dolenje Kronovo
- Draga
- Družinska vas
- Gorenja vas pri Šmarjeti
- Gradenje
- Grič pri Klevevžu
- Hrib
- Koglo
- Mala Strmica
- Orešje
- Radovlja
- Sela pri Zburah
- Sela
- Strelac
- Šmarješke Toplice
- Šmarjeta
- Vinica pri Šmarjeti
- Vinji Vrh
- Zbure
- Žaloviče